# پادشاه شن‌ها
پادشاه شن‌ها عنوان یک فیلم تاریخی است که تاریخ به وجود آمدن رژیم آل‌سعود در سرزمین حجاز و نجد را حکایت می‌کند. این فیلم در سال‌های ۲۰۱۰ تا ۲۰۱۲ توسط کارگردان معروف سینمای عرب نجدت اسماعیل انزور کارگردانی شده و با هنرنمایی هنرپیشهٔ ایتالیایی فابیو تستی و هنرمند انگلیسی بیل فیلوز در نقش عبدالعزیز (ابن سعود) سرکردهٔ قبیلهٔ سعودی و مستر همفر جاسوس انگلیسی در ممالک اسلامی بازی می‌نمایند.

## تاریخ
این فیلم تاریخی از دو جانب به تاریخ پادشاهی آل‌سعود می‌پردازد؛ از سویی زندگی شاهزاده‌ای محروم در سرزمین نجد در شبه‌جزیرهٔ عربستان را روایت می‌کند، از سوی دیگر خونخواری و قساوت قلب این شاهزاده را به نمایش درمی‌آورد. ابن سعود با تمام توان و با کمک الاخوان (گروهی از پیروان عبدالوهاب بودند و نباید با الاخوان المسلمون مصر اشتباه شود) در پی برپایی پادشاهی از راه خونریزی و تخریب شهرها و روستاها و حتی قبرستان‌ها بر می‌آید و پس از هماهنگی با جاسوس انگلیسی مستر همفر و با مساعدت‌های حکومت انگلیس به آل رشید که حاکمان حجاز و مکه و همپیمانان انگلیس بودند حمله نموده و در مکه و مدینه حمامی از خون جاری می‌سازد و پس یکپارچه کردن نجد و حجاز این سرزمین را به‌نام خود نامگذاری می‌نماید.
ابن سعود پس از پیروزی آشکارا به تحریف دین، ندادن سهم وهابی‌ها و پیروی از سیاست‌های حکومت انگلیس می‌پردازد، به‌گونه‌ای که همپیمانان وهابی او یعنی گروه الاخوان با او به مخالفت برمی‌خیزند و او با آن‌ها در یک جنگ به مبارزه برمی‌خیزد و سربازان و کسانی را که در پیروزی او در فتح سرزمین‌های نجد و حجاز سهم اصلی را داشتند می‌کشد.
هر چند که پس از جنگ با الاخوان، ابن سعود برسر قراردادی برای تقسیم قدرت با وهابی‌ها به توافق می‌رسد و آن‌ها را تحت عنوان نگهبانان دینی سازماندهی می‌کند اما ظاهراً این فیلم به این قسمت از تاریخ نمی‌پردازد.

## بازیگران
- فابیو تستی در نقش ملک عبدالعزیز
- بیل فلووز در نقش شیخ عبدالله

## مجادلات و اتهامات
در تاریخ ۱۸ آوریل ۲۰۱۲ کارگردان فیلم در یک کنفرانس که برای نمایش تریلر فیلم و پاسخگویی به خبرنگاران در لندن برگزار می‌شد، برای نخستین بار خبر از تهدیدات توسط افراد ناشناس علیه وی برای جلوگیری از پخش فیلم داد.
نمایش «سلطان شن‌ها» در سوریه که دربارهٔ شرح زندگی ملک عبدالعزیز، نخستین پادشاه عربستان سعودی است، با اعتراض آشکار شاهزاده طلال بن عبدالعزیز، مواجه شده‌است. شاهزاده طلال یکی از هجده پسر ملک عبدالعزیز است که به ابن سعود، نیز شهرت داشت. نمایش این فیلم با وجود تلاش‌های مقامات سعودی برای جلوگیری از پخش آن بوده‌است.

### تهدیدات
در روز چهارشنبه ۷ آذر ۱۳۹۲ یک مفتی سلفی وابسته به نظام حاکم در عربستان سعودی به نام «عدنان العایض» در فتوایی در حمایت از رژیم آل‌سعود، قتل «اسماعیل نجدت انزور» کارگردان فیلم جنجالی «پادشاه شن» را در پی اکران این فیلم در سوریه شرعی عنوان کرد.
بنابر این گزارش، «اسماعیل نجدت انزور» پیش از این از روزانه شدن تهدیدهای رژیم سعودی علیه خود خبر داده بود و گفته بود: شرکت «محاماة» انگلیس که نمایندهٔ عربستان سعودی است ما را به کشاندن این پرونده به دادگاه تهدید کرده و گفته که ما به توهین و سوءاستفاده از خانوادهٔ سعودی متهم هستیم.
این کارگردان سوری با بیان اینکه این فیلم مقابلهٔ هنری با تروریسم است، تصریح کرده‌است: این فیلم پژوهشی در تاریخ و ریشهٔ تروریسم و ارتباط آن با اندیشهٔ وهابی‌گری است که شرایط و متغیرات سیاسی امروز منطقه را تشکیل داده و موج آن به سوریه رسیده‌است.